# Водяна (притока Бика)
Водяна́ — річка в Україні, ліва притока річки Бик. Протікає на північному заході Донецької області. Впадає у Бик у селі Криворіжжя. У наш час практично пересохла.
Довжина річки - 21 км, похил - 1,8 м/км, площа басейну - 159 км².
Над річкою розташовані села Криворіжжя, Добропілля, Водянське, селище Світле, місто Білицьке (у складі Добропілля).
На південь від Бика, у верхів'ї розташоване місто Добропілля.